# Abigail Folger
Abigail Anne Folger (São Francisco, 11 de agosto de 1943 — Los Angeles, 9 de agosto de 1969), foi uma socialite norte-americana, herdeira da indústria do café e uma das vítimas da família de Charles Manson.

## Do nascimento ao casamento
Abigail era filha de Peter Folger, um milionário dono da Companhia de Café Folger, e de Inez Mejia. Seus pais se divorciaram em meados dos anos 1950 e seu pai se casou novamente e teve mais dois filhos. Abigail (conhecida pelos amigos como Gibby), atendeu à Escola Catalina para Meninas em Carmel, Califórnia e se graduou no colégio Radcliffe. Formou-se em História da Arte em Harvard, (escrevendo sua tese final sobre Christopher Marlowe). Ela trabalhou em uma série de empregos em galerias de arte, livrarias e editoras de revista na cidade de Nova York. Foi em uma das festas da livraria em que trabalhava que conheceu o autor polonês Jerzy Kosinski, que eventualmente a introduziu ao recém chegado imigrante, o também polonês Wojciech Frykowski.
Frykowski mal sabia falar inglês, então ele e Abigail se comunicavam em francês (Frykowski tornou-se fluente na língua durante sua estada em Paris). Abigail mostrou-lhe os arredores de Nova York, ajudando-o com seu inglês e ensinando-lhe os costumes americanos (os quais ele constantemente anotava em seu caderno). Em 1968, eles mudaram-se de Nova York para Woodstock Road em Hollywood, alugando uma casa pertencente à Mama Cass Elliot, do grupo The Mamas & The Papas. Durante esse período, Abigail tornou-se uma voluntária em Serviço Social e passava muito de seu tempo livre na Clínica Médica Haight-Ashbury, em sua cidade nativa, São Francisco e também no Departamento County Welfare de Los Angeles, dentre outras organizações. Ela se sensibilizou com a péssima condição dos pobres de tal forma que eventualmente resolveu abandonar tudo, pois achou que simplesmente não estava ajudando-os o suficiente.

## Primeiro contato com Polanski
Por volta de 1969, Abigail e Wojciech se mudaram para uma casa em Cielo Drive, 10050, alugada pelos Polanski, para cuidarem da mesma, enquanto Roman Polanski e a esposa Sharon Tate foram para a Europa para trabalhar em diferentes projetos cinematográficos. Foi por volta dessa época que a tensão entre Wojciech e Abigail cresceu. Abigail confidenciou a amigos próximos e a seu psicólogo que estava determinada a deixar Frykowski. Drogas pareciam ser o grande centro da questão.
No verão de 1969, Abigail ajudou a financiar o novo salão do cabeleireiro Jay Sebring, em São Francisco.

## Assassinato
Em 8 de agosto de 1969, Jay Sebring levou Sharon Tate, Wojciech e Abigail para um restaurante mexicano, o El Coyote. Quando os quatro retornaram para Cielo Drive, Wojciech adormeceu no sofá da sala, Abigail foi para seu quarto e Sharon e Jay foram para o quarto principal para conversar. Enquanto lia um livro em seu quarto, ela avistou um dos invasores (seguidores de Charles Manson) perambulando pela casa. Ela sorriu e acenou, imaginando que se tratasse do amigo de alguém que estava na casa. Ela lutou muito por sua vida até ser esfaqueada várias vezes numa tentativa de fuga.

## Sepultamento
Seu corpo retornou a São Francisco e foi levado para o mortuário Crippen and Flynn em Redwood City. Seu funeral foi feito na manhã de 13 de agosto de 1969. Seu caixão foi depositado dentro de um mausoléu no cemitério Holy Cross, em Colma, Califórnia.